# Sergo Chakhoyan
Sergo Chakhoyan (en armenio: Սերգո Չախոյան, Sergo Chajoyan; Leninakán, URSS, 9 de diciembre de 1969) es un deportista armenio, nacionalizado australiano, que compitió en halterofilia.
Ganó dos medallas en el Campeonato Mundial de Halterofilia, plata en 1994 y bronce en 2003.
Participó en tres Juegos Olímpicos de Verano, entre los años 1996 y 2004, ocupando el sexto lugar en Atlanta 1996 y el sexto en Sídney 2000.

## Palmarés internacional
| Representando a Armenia   |                    |                   |           |
| Campeonato Mundial        |                    |                   |           |
| Año                       | Lugar              | Medalla           | Categoría |
| 1994                      | Estambul (Turquía) | Medalla de plata  | 83 kg     |
| Representando a Australia |                    |                   |           |
| Campeonato Mundial        |                    |                   |           |
| Año                       | Lugar              | Medalla           | Categoría |
| 2003                      | Vancouver (Canadá) | Medalla de bronce | 85 kg     |